# Dipartimento di Dagana (Ciad)
Il dipartimento di Dagana è un dipartimento del Ciad facente parte della provincia di Hadjer-Lamis. Il capoluogo è Massakory.

## Geografia antropica

### Suddivisioni amministrative
Il dipartimento è diviso in 3 sottoprefetture:
- Karal
- Massakory
- Tourba